# Едуард Ууд, лорд Халифакс
Вижте пояснителната страница за други личности с името Халифакс.
Едуард Ууд, лорд Халифакс (роден като Едуард Фредерик Линдли Ууд, първи граф на Халифакс; на английски: Edward Frederick Lindley Wood, 1st Earl of Halifax) е английски политик и лидер на консервативната партия в страната – торите.

## Биография
През 1925 – 1930, под името лорд Ъруин е генерал-губернатор и вицекрал на Индия. Стремейки се да закрепи Индия като доминион на Британската империя или по-точно като „перлата в короната“ на английската кралица, се противопоставя на движението за независимост. През 1930 г. хвърля в затвора Махатма Ганди, след като Ганди провежда своя 200-милен (321.8 km) „солен поход“, протестирайки по този начин срещу британския монопол върху продажбата на сол в страната.
След „индийския период“, лорд Халифакс през 30-те години на 20 век е сред привържениците на помирението на Британия със силите на Оста. Лорд Халифакс е министър на външните работи в консервативния кабинет на Невил Чембърлейн през 1938 – 1940, след като Антъни Идън подава оставка заради нежеланието му да преговаря с „европейските диктатори“. Лорд Халифакс дава съгласие за аншлуса на Австрия към Нацистка Германия през 1938 г., и е един от инициаторите в британската „политика на укротяване“ на Хитлер, довела до Мюнхенското споразумение.
Слизайки от стълбата на самолета от Мюнхен и в реч пред двете камери на Английския парламент, размахва споразумението заявявайки „постигнахме мир за Англия“.
Отказва покана за разговори в Москва със Сталин, считайки съветското ръководство на Русия за неприемливо.
По време на Втората световна война е британски посланик в Съединените щати.